# گالینا کرفت
گالینا کرفت (روسی: Галина Серге́евна Крефт-Алексеева؛ ۱۴ مارس ۱۹۵۰ – ۲۳ فوریهٔ ۲۰۰۵) قایقران کانو اهل روسیه بود.